# Goupillières (Calvados)
Pour les articles homonymes, voir Goupillières.
Goupillières [ɡupijɛʁ]  est une ancienne commune française, située dans le département du Calvados en région Normandie. Le 1er janvier 2019, son territoire est intégré à la commune nouvelle de Montillières-sur-Orne.

## Géographie
Goupillières est située au nord de la Suisse normande, sur l'Orne, qui en constitue la limite communale orientale. Le bourg est situé à 5 kilomètres de Thury-Harcourt, 8 kilomètres d'Évrecy et 19 kilomètres de Caen (distances orthodromiques).
| Trois-Monts | Trois-Monts  | Grimbosq                           |
| Ouffières   | Goupillières | Grimbosq, Les Moutiers-en-Cinglais |
| Ouffières   | Ouffières    | Les Moutiers-en-Cinglais           |

## Toponymie
Le nom de la localité est attesté sous les formes Gopilleriae en 1198, Gopillieres en 1250, Goupillieres en 1371, Goupilleriæ au XIVe siècle.
Le mot évoque l'ancien français goupil « renard » avec le suffixe de présence -ière.
Goupillières signifie : « tanière de renard, lieu fréquenté par les renards ».

## Histoire
Le 1er janvier 2019, elle fusionne avec Trois-Monts pour former la commune nouvelle du Montillières-sur-Orne dont la création est actée par un arrêté préfectoral du 28 septembre 2018.

## Politique et administration
| Période                                  | Période    | Identité         | Étiquette | Qualité                    |
| ---------------------------------------- | ---------- | ---------------- | --------- | -------------------------- |
| septembre 1996                           | avril 2014 | Gérard Létot     | SE        | Assistant médico-technique |
| avril 2014                               | En cours   | Jean-Paul Houdan | SE        | Retraité                   |
| Les données manquantes sont à compléter. |            |                  |           |                            |

Le conseil municipal est composé de onze membres dont le maire et deux adjoints.

## Démographie
L'évolution du nombre d'habitants est connue à travers les recensements de la population effectués dans la commune depuis 1793. Pour les communes de moins de 10 000 habitants, une enquête de recensement portant sur toute la population est réalisée tous les cinq ans, les populations de référence des années intermédiaires étant quant à elles estimées par interpolation ou extrapolation. Pour la commune, le premier recensement exhaustif entrant dans le cadre du nouveau dispositif a été réalisé en 2004.
En 2016, la commune comptait 178 habitants, en évolution de +7,23 % par rapport à 2010 (Calvados : +1,58 %, France hors Mayotte : +2,11 %).
| 1793 | 1800 | 1806 | 1821 | 1831 | 1836 | 1841 | 1846 | 1851 |
| ---- | ---- | ---- | ---- | ---- | ---- | ---- | ---- | ---- |
| 207  | 118  | 206  | 188  | 201  | 204  | 196  | 203  | 204  |

| 1856 | 1861 | 1866 | 1872 | 1876 | 1881 | 1886 | 1891 | 1896 |
| ---- | ---- | ---- | ---- | ---- | ---- | ---- | ---- | ---- |
| 215  | 205  | 201  | 181  | 190  | 186  | 194  | 169  | 184  |

| 1901 | 1906 | 1911 | 1921 | 1926 | 1931 | 1936 | 1946 | 1954 |
| ---- | ---- | ---- | ---- | ---- | ---- | ---- | ---- | ---- |
| 155  | 148  | 144  | 112  | 102  | 110  | 103  | 110  | 93   |

| 1962 | 1968 | 1975 | 1982 | 1990 | 1999 | 2004 | 2006 | 2009 |
| ---- | ---- | ---- | ---- | ---- | ---- | ---- | ---- | ---- |
| 91   | 78   | 89   | 117  | 115  | 150  | 151  | 156  | 159  |

| 2014 | 2016 | - | - | - | - | - | - | - |
| ---- | ---- | - | - | - | - | - | - | - |
| 175  | 178  | - | - | - | - | - | - | - |

## Lieux et monuments
- L'église Saint-Eustache, bâtie en schiste, date du XVIIe siècle.
- Bords de l'Orne.

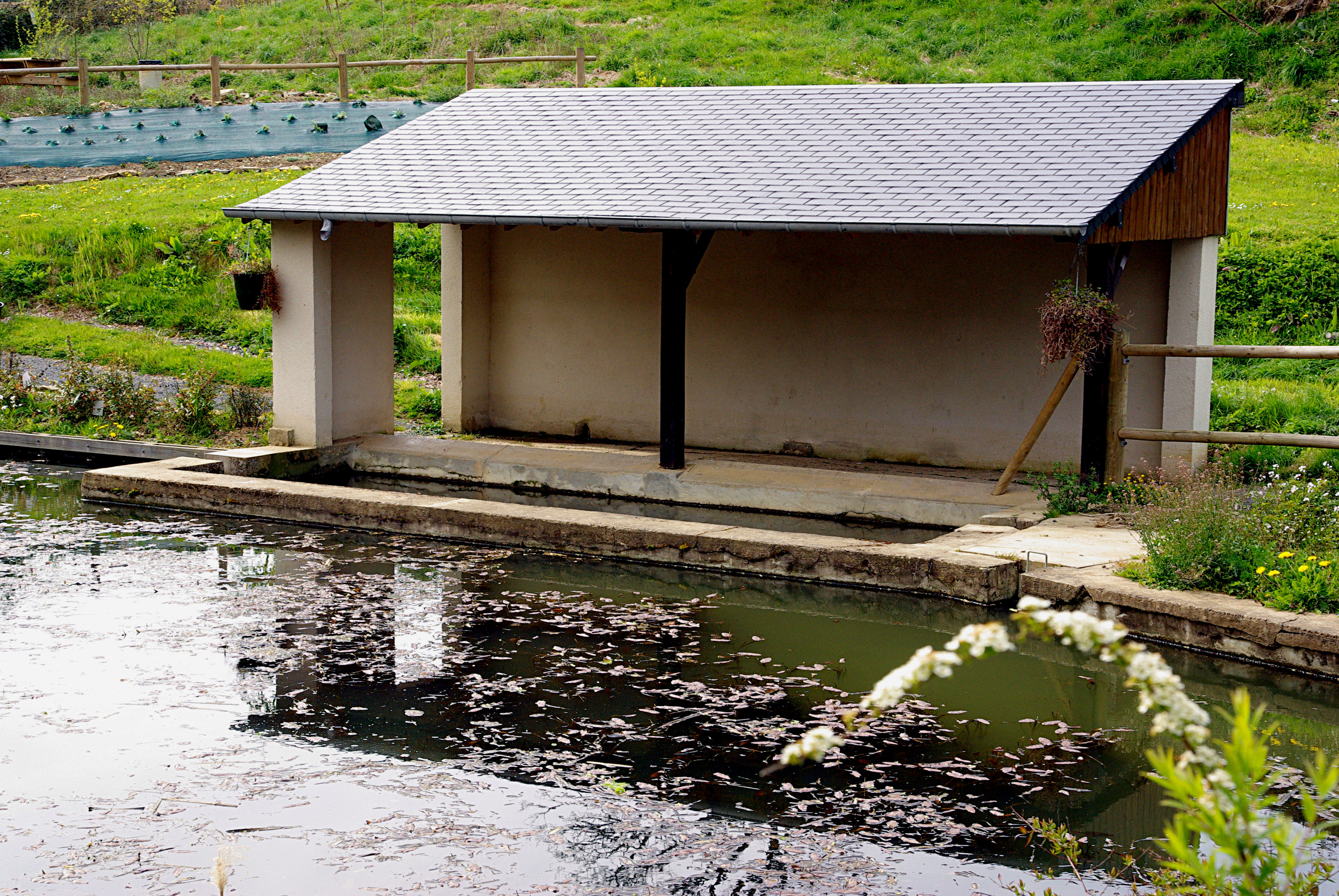
Le lavoir.
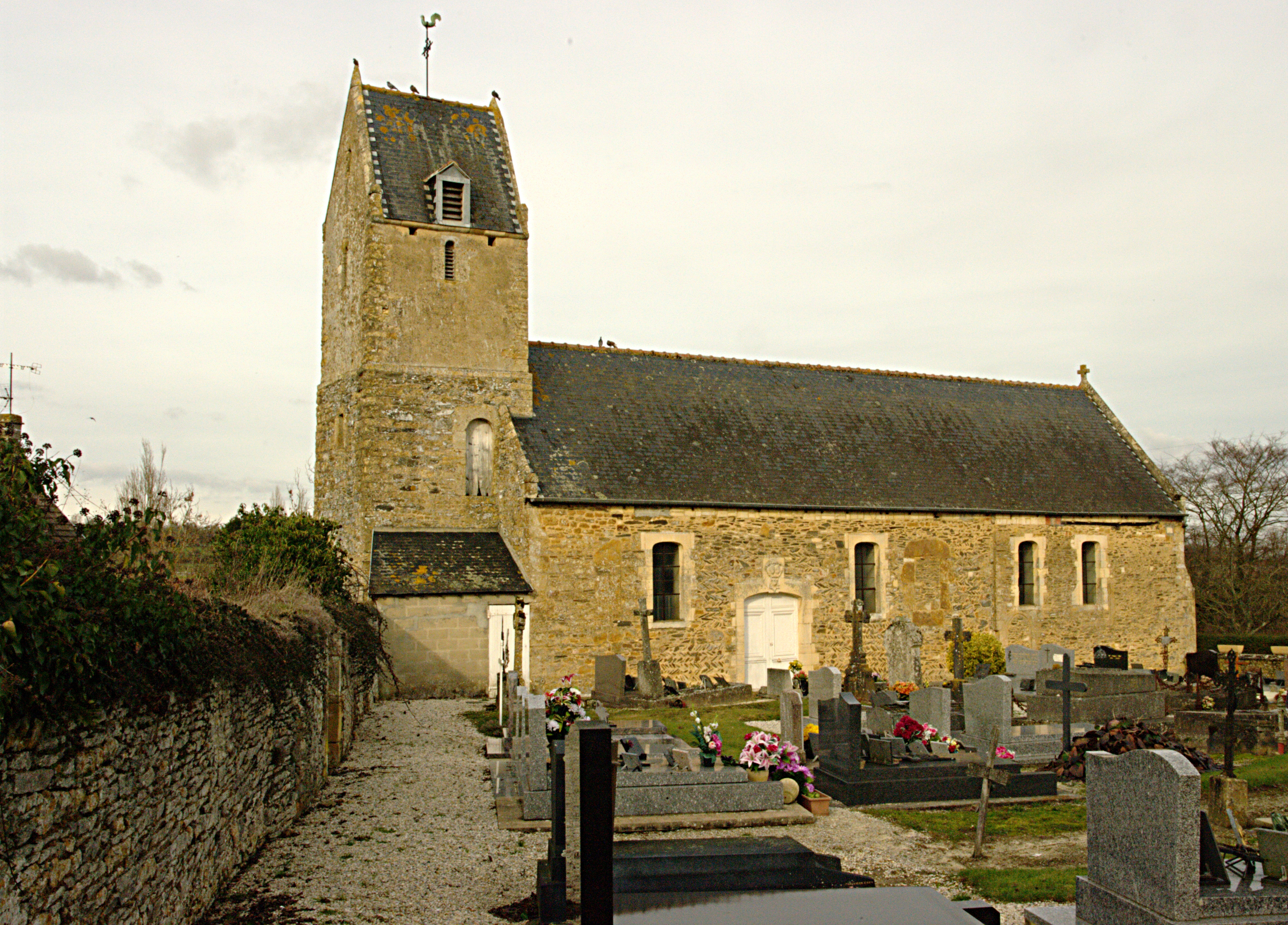
L'église Saint-Eustache.

## Personnalités liées à la commune
Pierre François Devaux, révolutionnaire, est né à Goupillières le 9 septembre 1741 et fut guillotiné à Paris le 11 thermidor an II (29 juillet 1794).